# Rannach (Aisch)
Die Rannach (umgangssprachlich: Ranne) ist ein fast 13 km langer linker und westlicher Zufluss der Aisch. 

## Name
Die Endung -ach bezeichnet „Fließgewässer“. Das Bestimmungswort leitet sich etymologisch möglicherweise von „rinnen“ ab. Alternativ könnte das germanische *ranna- im Sinne von „Wasserschwall“ Basis des Namens sein.
Das Gewässer ist namensgebend für den Rangau (774-791 pago Rangouue).

## Geographie

### Verlauf
Die Rannach hat westlich von Ergersheim-Ermetzhofen mehrere Quellbäche. Sie mündet am Südrand von Bad Windsheim in die Aisch.

### Zuflüsse
Vom Ursprung zur Mündung. Auswahl.
- Neuherbergbach (links)
- Ziegelwasengraben (rechts)
- Haimbach (rechts)
- Seenheimer Mühlbach (links)
- Quelllochgraben (links)
- Mannsgraben (links)
- Flutgraben (rechts)

### Orte
Orte am Lauf mit ihren Zugehörigkeiten. Nur die Namen tiefster Schachtelungsstufe bezeichnen Siedlungsanrainer.
- Gemeinde Ergersheim
  - Ermetzhofen (Pfarrdorf)
  - Obermühle (Einöde)
  - Kellermühle (Einöde, links)
- Stadt Burgbernheim
  - Simonsmühle (Einöde, links, zu Pfaffenhofen)
  - Pfaffenhofen (Kirchdorf)
  - Ziegelmühle (Einöde, links an Mühlkanal, zu Pfaffenhofen)
  - Rannachmühle (Einöde, rechts, zu Buchheim)
- Stadt Bad Windsheim
  - Wiebelsheim (Kirchdorf, links)
  - Kleinwindsheimermühle (Einöde, links)
  - Bad Windsheim (Hauptort, links)